# Slag bij Aldie
De Slag bij Aldie vond plaats op 17 juni 1863 in Loudoun County (Virginia), tijdens de Amerikaanse Burgeroorlog.
De Zuidelijke cavalerie onder leiding van generaal-majoor J.E.B. Stuart schermde de opmars af van generaal Robert E. Lees leger tijdens hun opmars via de Shenandoahvallei.
De Noordelijken zetten de achtervolging in. De voorhoede bestaande uit cavalerie van brigadegeneraal David McM. Gregg’s divisie onder leiding van brigadegeneraal Judson Kilpatrick botste op de Zuidelijke kolonel Thomas T. Munford bij het stadje Aldie. De strijd duurde verschillende uren en bestond uit charges en tegencharges uitgevoerd door beide partijen. In de late namiddag werd Kilpatrick versterkt. Munford trok zich daarop terug naar Middleburg, Virginia.

## Achtergrond
In de late lente van 1863 steeg de spanning tussen de Noordelijke bevelhebber Joseph Hooker en zijn cavaleriecommandant Alfred Pleasonton De laatste slaagde er niet in om de Zuidelijke linies te doorbreken om te achterhalen waar de vijandelijke hoofdmacht was. Op 17 juni ondernam Pleasonton een poging om door de vijandelijke cavalerielinies te breken om informatie te verzamelen. Hij stuurde de divisie van brigadegeneraal David McM. Gregg van Manassas via de Little River Turnpike naar Aldie, Virginia. Aldie lag op het strategisch kruispunt van de Ashby’s Gap Turnpike en de Snicker’s Gap Turnpike. Vandaar uit kon men doorstoten naar de ander zijde van de Blue Ridge Mountains waar het Zuidelijke leger zich bevond.

## De slag
In de vroege ochtend van 17 juni leidde kolonel Munford de 2nd Virginia Cavalry en de 3rd Virginia Cavalry in oostelijke richting door Loudoun Valley via Upperville en Middleburg naar Aldie om een verkenningsopdracht uit te voeren. Eens aangekomen bij Aldie zette Munford kleinere verkenningseenheden in. De rest van zijn twee regimenten trok hij terug naar een terrein ten noordwesten van de stad bij de boerderij van Franklin Carter.
Rond 16.00u arriveerde Greggs voorhoede bestaande uit de 2nd en 4th New York, 6th Ohio en 1st Massachusetts onder leiding van brigadegeneraal Judson Kilpatrick in Aldie. Ten westen van Aldie botsten de 1st Massachusetts op de voorposten van Munford en verdreef hen uit hun stellingen. Ondertussen arriveerde de rest van Munfords brigade brigade (the 1st Virginia Cavalry, 4th Virginia Cavalry en de 5th Virginia Cavalry onder leiding van kolonel Williams Carter Wickham) in Dover, Virginia. Dit was een dorpje bij Little River ten westen van Aldie. Toen ze oostelijke richting reden botsten ze op hun beurt op de 1st Massachusetts die op hun beurt verdreven werden door de Zuidelijke cavalerie. De Zuidelijken zetten een linie scherpschutters uit ten oosten van William Adams boerderij langs de twee wegen die uit Aldie liepen. Daar wachtten ze de aankomst van de Noordelijken af. Versterkt met de 4th New York viel de 1st Massachusetts opnieuw aan. De Zuidelijke linie hield stand waarna ze een tegenaanval uitvoerden. De Noordelijke aanvallers trokken zich terug.
Aldie was het eerste in een reeks van kleinere gevechten bij Ashby’s Gap Turnpike waarin Stuart de verschillende aanvallen van Pleasonton weerstond. Zo slaagden de Noordelijken er niet in om de exacte locatie van Lees leger te ontdekken.